# Culte a la personalitat
El culte a la personalitat (també anomenat culte a la persona) es refereix quan hom empra els mitjans de comunicació de masses per crear una imatge pública i heroica, amb una adoració i adulació excessiva d'un líder viu, carismàtic i, per un general, unipersonal, especialment un cap d'Estat. Trobem els cultes a la personalitat sovint a les dictadures.
Aquest culte (com a concepte influït per Nikita Khrusxov al seu Discurs Secret del 20è Congrés del Partit Comunista de la Unió Soviètica) és una elevació en dimensions religioses de figures líders carismàtiques a la societat o a la política.

## Rerefons
Durant tota la història, els monarques sempre han estat objecte de gran reverència. Mitjançant el principi del dret diví dels reis, s'ha afirmat que els governants rebien l'ofici per voluntat de Déu. A la Xina Imperial, l'antic Egipte, Japó, l'imperi dels Inques, l'imperi dels Asteques, el Tibet, Tailàndia i l'Imperi Romà són clars exemples de la definició dels monarques com a déus-reis.
L'onada de les idees democràtiques a Europa i Amèrica del Nord durant els segles xviii i xix han augmentat la dificultat dels monarques per preservar la seva aurea. No obstant això, el desenvolupament de la fotografia, l'enregistrament de so, el cinema, la producció en massa i l'educació pública, així com les tècniques usades en la publicitat comercial, van permetre als líders projectar una imatge positiva d'ells mateixos com mai s'havia fet fins llavors. Va ser en aquestes circumstàncies en què van aparèixer els cultes a la personalitat més coneguts. Sovint, aquests cultes són una forma de religió política.

## Propòsits
El culte a la personalitat va ser descrit per primera vegada en relació als règims totalitaris que buscaven radicalitzar o transformar la societat d'acord amb les seves idees radicals. Sovint, un simple líder queda associat amb aquesta transformació revolucionària, i és tractat com a "guia" benèvol de la nació sense el qual la transformació a un futur millor no podria tenir lloc. Aquesta ha estat generalment la justificació per als cultes a la personalitat que han aparegut en les societats totalitàries del segle xx, com succeí amb els casos d'Adolf Hitler o Ióssif Stalin.
No tots els dictadors han desenvolupat cultes a la personalitat, i alguns líders han buscat minimitzar la seva pròpia adulació pública. Per exemple, al règim de Pol Pot a Cambodja, ell era rarament vist. Per l'altre costat, a Corea del Nord existeix un culte a la personalitat de gran èxit, que inclou un treball conjunt tant del pare (Kim Il-sung) com del fill (Kim Jong-il).

## Característiques
- devoció exagerada de totes les persones vers al líder
- recepció sense crítica de les expressions a l'opinió pública de la persona admirada
- persecució dels crítics del líder, en part amb amenaces de mort o a la salut dels crítics, aprehensió i desaparició dels crítics
- presència exagerada d'imatges, fotografies i eslògans a escoles, edificis i mitjans de masses
- designació d'empreses, edificis públics, escoles, carrers, i ciutats amb el nom del líder (per exemple, veure Llista de llocs nomenats en honor de Stalin).
- elaboració de relacions (en ocasions absurdes des d'un punt de vista crític) entre el líder i tots els aspectes de la vida.

Per regla general, al final de la dictadura es reverteixen les designacions, i les imatges i estàtues són retirades, a més de tots els llibres i obres d'art.

## Exemples

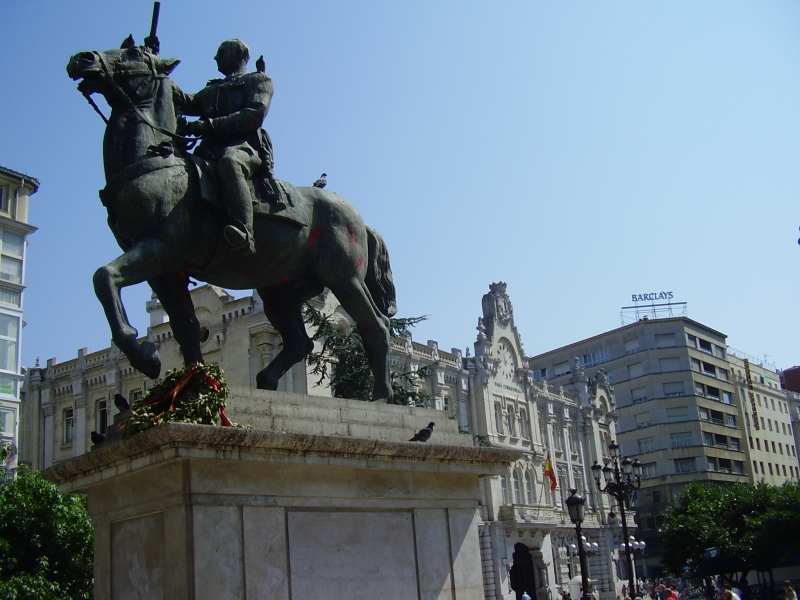
Estàtua del general Franco a Santander.

Els crítics del culte a la personalitat sovint se centra en els règims de Ióssif Stalin, Adolf Hitler, Benito Mussolini, Mao Zedong, Nicolae Ceauşescu, Saparmurat Niyazov, Ho Chi Minh, Kim Il-sung, Sukarno, Kim Jong-il i Kim Jong-un.
Durant els seus règims, tots aquests líders van ser presentats com a bons i infal·libles. Els seus retrats penjaven a les llars i als edificis públics, amb artistes i poetes requerits a realitzar només obres que glorifiquessin al líder. D'altres líders amb cultes així inclouen a Siad Barre de Somàlia i Enver Hoxha d'Albània. El terme culte a la personalitat prové de la crítica que va fer Karl Marx al "culte a l'individu", expressat en una carta a Wilhelm Bloss. A aquella carta, Marx afirmava que:
| « | Des de la meva antipatia cap a qualsevol mena de culte a l'individu, mai no vaig fer públic durant l'existència de la 1a Internacional les nombroses adreces de diversos països que reconeixien els meus mèrits i que em molesta... Engels i jo primer vam fer la societat secreta de Comunistes amb la condició que tot el que fos fet pel treball supersticiós de l'autoritat havia de ser eliminat. | » |

Nikita Khrusxov recordà la crítica de Marx al seu Discurs Secret Sobre el Culte a la Personalitat i les seves conseqüències, pronunciat al 20è Congrés del Partit Comunista de la Unió Soviètica i en què denunciava a Stalin:
Alguns autors (com Aleksandr Zinóviev) han comentat que el mandat de Leonid Bréjnev també va caracteritzar-se pel culte a la personalitat, tot i que a diferència de Lenin i Stalin, Bréjnev no va iniciar cap persecució a gran escala pel país. Un dels aspectes del culte a la personalitat de Bréjnev va ser la seva obsessió pels títols, recompenses i condecoracions, autocondecorant-se contínuament. Aquesta obsessió va ser sovint ridiculitzada pel poble, comportant la creació de moltes bromes polítiques.
El periodista Bradley Martin documentà els cultes a la personalitat cap al lideratge pare-fill a Corea del Nord, amb el "Gran Líder" Kim Il-sung i l'"Estimat Líder" Kim Jong-il. Mentre que visitava el país el 1979, advertí que tota la música, art i escultura que veia glorificaven al "Gran Líder" Kim Il-sung, el culte a la personalitat del qual s'estenia cap al seu fill, l'"Estimat Líder" Kim Jong-il. Les imatges del jove Kim estaven per tot arreu i les seves capacitats eren descrites com un superhome. Kim Il-sung rebutjà el fet que havia creat un culte al voltant seu i acusà a aquells que ho havien suggerit de faccionalisme. Una investigació nord-americana sobre la llibertat religiosa confirmà les observacions de Martin en veure que els escolars nord coreans aprenien a agrair a Kim Il-sung per totes les benediccions com a part del culte. Les proves d'aquest culte continuen al segle xxi, tot i que ell va morir el 1994, amb l'erecció dels monuments "Yeong Saeng" (vida eterna) per tot el país, tots dedicats al Gran Líder traspassat, i s'espera que tots els ciutadans paguin un tribut anual pel seu aniversari oficial o per l'aniversari de la seva mort.
Al voltant de Francisco Franco, dictador d'Espanya entre 1939 i 1975, es desenvolupà durant tota la seva dictadura un culte a la seva persona. Ja durant la Guerra Civil Espanyola, els cartells Nacionals no necessitaven més que l'efígie o el nom de Franco per ser efectius, i durant la seva dictadura, les biografies publicades a Espanya eren condicionades a la dictadura i als seus mètodes. La primera d'elles, apareguda a Burgos el 1938, escrita per Joaquin Arrarás i titulada simplement "Franco" és poca cosa més que una apologia. El 1956, el llavors director del diari La Vanguardia Luis de Galinsoga publicà "Centinela de Occidente (Semblanza biográfica de Francisco Franco)", text ditiràmbic, hagiogràfic, amb un text que resultà ruboritzant fins i tot per als mateixos franquistes, donat el seu exacerbat culte a la personalitat. El 1964, amb motiu del 25è aniversari del final de la Guerra Civil, s'estrenà el documental "Franco, ese hombre".

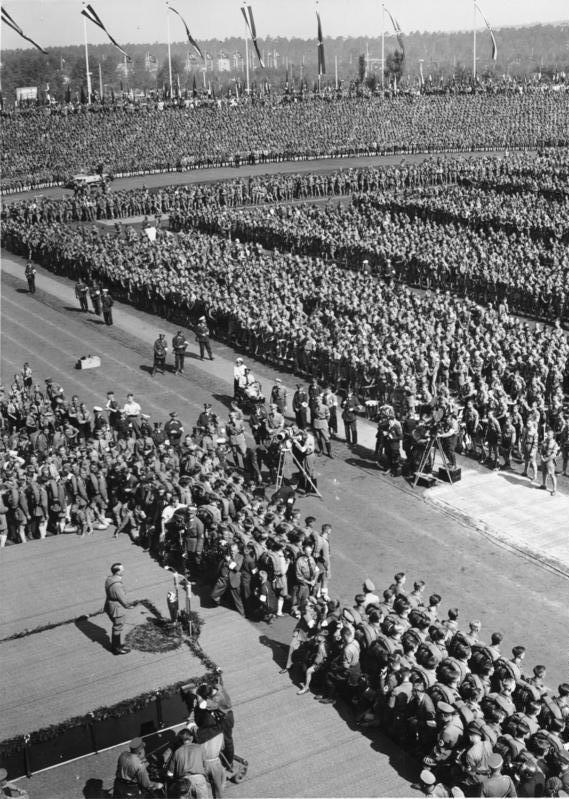
Discurs d'Adolf Hitler a les masses durant la Reunió del Partit Nazi a Nuremberg, 1934

Adolf Hitler, líder del Partit Nacional Socialista dels Treballadors Alemanys, governà Alemanya entre 1933 i 1945. Actuà com a líder polític i militar durant tot aquests anys; i encara que assolí el seu estatus mitjançant medis parlamentaris, el seu poder transcendí el seu títol oficial, penetrant a l'interior de la societat alemanya. Hitler tenia el títol de Führer o cabdill. Aquest títol implicava que Hitler tenia la darrera paraula i l'autoritat suprema. Molts alemanys el veien com una mena de déu; i aquesta visió de Hitler com a autoritat suprema va ser complementada mitjançant la legislació oficial. La salutació "Heil Hitler!" esdevingué obligatòria; així com els militars havien de jurar obediència incondicional a la seva persona i no a l'Estat o al càrrec. Les accions de Hitler eren percebudes com a benintencionades per a promoure el bé comú. L'historiador Ian Kershaw escriu com, malgrat incidents com la Nit dels Ganivets Llargs, els alemanys havien caigut víctimes d'una deïficació sense crítica cap a Hitler. Els alemanys cregueren el mite que Hitler no era en absolut responsable dels problemes que poguessin tenir; sinó que culpaven a la corrupció del Partit Nazi de qualsevol sentiment negatiu, assumint que Hitler no en tenia coneixement.
La retòrica de Hitler contribuí enormement al desenvolupament del culte a la seva personalitat. El seu estil era directe i aconseguia que els alemanys sentissin que ell entenia les seves necessitats específiques. Segons afirmà Joseph Goebbels:
| « | Hom no pot pensar que el Führer pugui parlar mai diferent a com ho fa ara. Parla directament des del seu cor, i arriba al cor de tots els que l'escoltem. Té el sorprenent do de sentir el que flota a l'aire. Té l'habilitat d'expressar les coses tan clara, lògica i directament que els oients estan convençuts que és el que ells han cregut sempre. Aquest és l'autèntic secret de l'efectivitat dels discursos d'Adolf Hitler... Les característiques essencials dels seus discursos a la gent són: una clara organització, un raonament lògic irrefutable, simplicitat i claredat d'expressió, una dialèctica tallant, un instint desenvolupat i segur per les masses i els seus sentiments, i una crida emocionalment elèctrica que usa efectivament, i l'habilitat d'arribar a les ànimes de la gent d'una manera que no s'ha fet. | » |

L'estil dels discursos de Hitler donava ales al culte a la personalitat perquè li permetia connectar amb els alemanys d'una manera que semblava sincera i honesta: Hitler demostrà una comprensió emocional de les necessitats alemanys i jugà amb la seva vulnerabilitat parlant-los de manera càndida i forta. Els desesperats alemanys trobaren confort en aquelles paraules poderoses i aquell estil directe.
A més de les seves paraules, Hitler va promoure una imatge de si mateix com a salvador del poble alemany. Hitler revisava totes les seves fotografies, permetent que es publiquessin només aquelles que ell mateix aprovava. Per exemple, prohibí la publicació de qualsevol fotografia seva en la que portés ulleres, les quals si bé li eren necessàries, podien suggerir feblesa. Les imatges d'un Hitler fort jugaren un gran paper en la percepció que el poble alemany tenia del seu líder, i aquests retrats estaven per tot arreu, fins i tot per les cases privades. Hitler es mostrà com l'home que podia dirigir Alemanya cap al seu destí, convencent-los que aquest era ser "una potència imperial i militar"
El culte a la personalitat al voltant de Hitler adquirí proporcions èpiques. Els alemanys, deprimits per les condicions de vida després de la I Guerra Mundial, veien a Hitler com el guia per sortir de les seves penúries. La retòrica i les representacions simbòliques de Hitler van fer que el veiessin com un salvador. A més, els nazis van saber aprofitar els mitjans de comunicació i la propaganda per alimentar aquest culte.
Saparmurat Niyazov, que va governar el Turkmenistan entre 1985 i el 2006, també va promoure el culte a la personalitat. Niyazov simultàniament retallà els fons i desmantellà parcialment el sistema educatiu en nom de la reforma, mentre que hi injectava adoctrinament al fer que el seu llibre, el Ruhnama, fos el principal text dels escolars; i com Kim Il-sung, es creà un mite al voltant d'ell. Durant el seu mandat, la llibertat de premsa no existí, així com tampoc la llibertat de parlar: això significava que qualsevol oposició a Niyazov estava prohibida i que les principals figures de l'oposició havien estat empresonades, institucionalitzades, deportades o havien abandonat el país, i els membres de la seva família eren rutinàriament controlats per les autoritats. A més, a la televisió apareixia la seva silueta com a logotip, i per tot arreu s'erigien estàtues i retrats seus. Per aquest i d'altres motius, el govern dels Estats Units afirmà, en el moment de la seva mort, que el culte a la personalitat de Niyazov havia assolit les dimensions d'una religió imposada per l'Estat.
El llibre Ambiguities of Domination, de la professora de la Universitat de Chicago Lisa Wedeen, documenta el culte a la personalitat que envoltà al president de Síria Hafez al-Assad. Per tot el llibre es troben nombrosos exemples de la glorificació a la seva persona, com les mostres d'amor i adoració vers el líder vistes durant les cerimònies d'inauguració dels Jocs de la Mediterrània de 1987 celebrats a Lattakia.
Juan Perón, escollit en 3 ocasions President de l'Argentina i la seva segona muller, Eva Duarte de Perón, van ser immensament populars entre el poble argentí, i encara avui són icones del Partit Peronista. El seguidors dels Perón lloaren els seus esforços per eliminar la pobresa i per dignificar el treball, mentre els seus detractors els consideraven com a simples demagogs i dictadors. Per assolir els seus objectius polítics, els Peronistes s'uniren al voltant del cap d'estat; i com a resultat, es desenvolupà un culte a la personalitat cap a Perón i cap a Evita.
L'Iraq de Saddam Hussein és un altre bon exemple del culte a la personalitat. Hi havia retrats de Saddam per tot el país, alguns d'ells mostrant-lo com a de Nabucodonosor de Babilònia o Saladí, reforçant el seu culte a la personalitat en un dels països àrabs més seculars.
Un altre exemple és el de l'estructura de poder polític a la Romania de la dècada de 1980, on existí un culte a la personalitat cap a Nicolae Ceauşescu i la seva esposa, Elena Ceauşescu. Nicolae Ceauşescu accedí al poder el 1965, però el 1971 el règim reafirmà el seu llegat estalinista en matèries socioeconòmiques i culturals. Ceauşescu va ser cada cop més retratat als mitjans romanesos com un teòric comunista creatiu i un líder polític el pensament del qual era la font de totes les fites nacionals. La seva presidència va ser coneguda com "l'era d'or de Ceauşescu." A la dècada de 1980 aquest culte va estendre's cap als altres membres de la família, incloent-hi la seva esposa Elena, que tenia una posició de preeminència en la vida política molt més enllà del que requeria el protocol. A mitjans de la dècada, la preeminència d'Elena havia arribat al punt en què el seu aniversari era celebrat com una festa nacional, igual que succeïa amb el del seu marit.
Des que Fidel Castro ascendí al poder de Cuba, tant ell com el seu govern han exhibit molts trets habituals del culte a la personalitat. El govern cubà sovint publica cartells i pòsters amb eslògans de propaganda. Castro en protagonitza molts, unint la seva persona a la bandera de Cuba i a la pròpia Revolució. A Cuba també existeix un culte a la personalitat dirigit a la figura de Ernesto Che Guevara, tot i que en haver traspassat no s'ajusta estrictament a la definició. El Che Guevara gaudeix d'una admiració sagrada a l'illa, on la seva imatge apareix a escoles, edificis, etc.

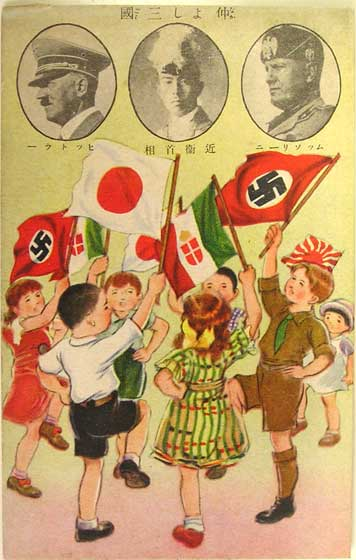
Cartell del Pacte Tripartit, amb les efígies de Adolf Hitler, Hirohito i Benito Mussolini
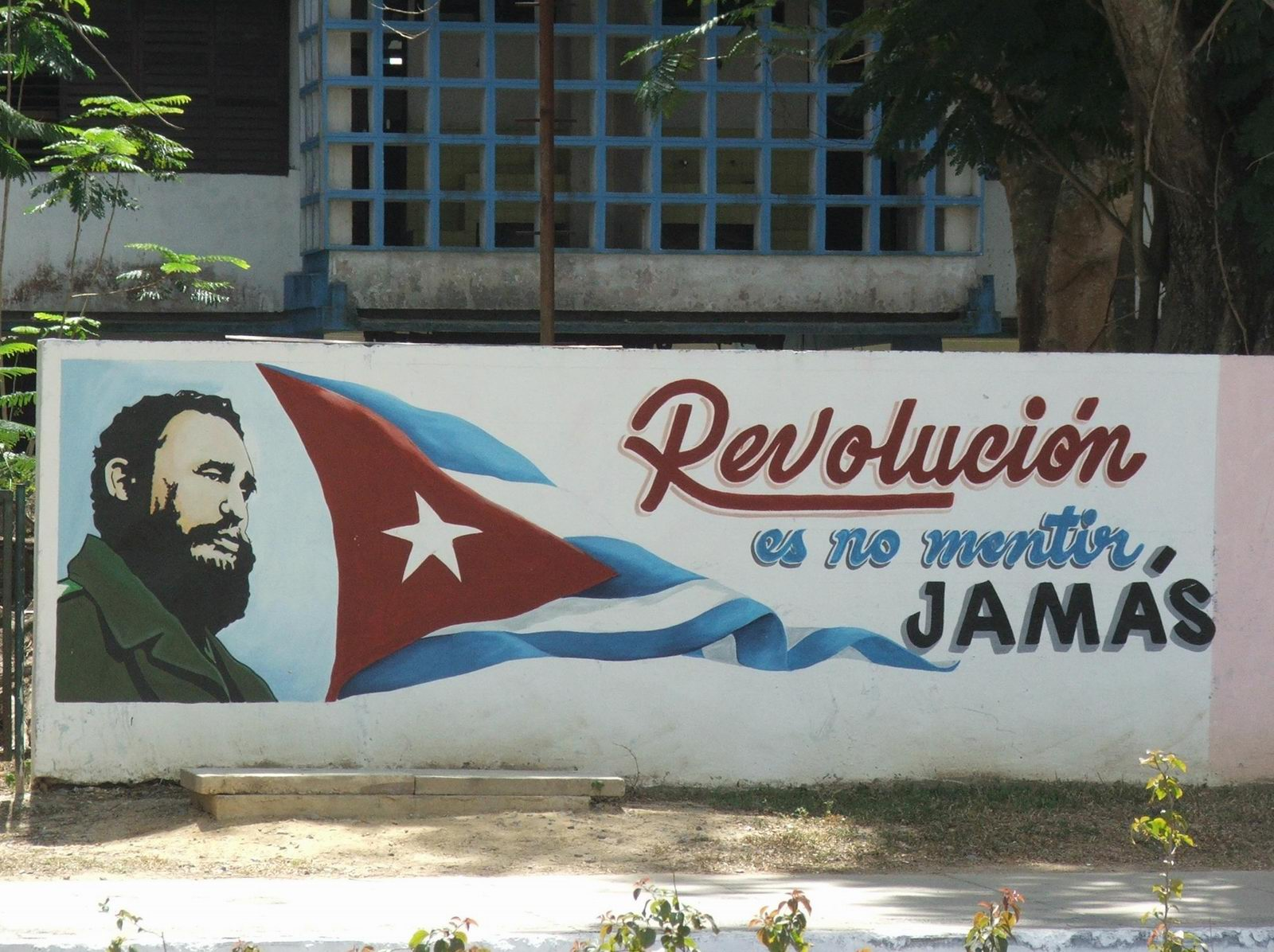
Cartell amb Fidel Castro a Pinar del Rio.